# Лихачёв, Вениамин Андреевич
Вениами́н Андре́евич Лихачёв (род. 1921) — советский дипломат. Чрезвычайный и полномочный посол.

## Биография
Член ВКП(б). Окончил Московский авиационный институт в 1945 году. На дипломатической работе с 1946 года.
- В 1946—1955 годах — сотрудник посольства СССР в Турции.
- В 1955—1958 годах — сотрудник центрального аппарата МИД СССР.
- В 1958—1962 годах — советник посольства СССР в Турции.
- В 1962—1970 годах — на ответственной работе в центральном аппарате МИД СССР.
- С 20 февраля 1970 по 29 декабря 1973 года — чрезвычайный и полномочный посол СССР в Ираке[1].
- В 1974—1985 годах — заведующий II Африканским отделом МИД СССР.
- С 10 июня 1985 по 11 мая 1987 года — чрезвычайный и полномочный посол СССР в Замбии[2].